# (7888) 1993 UC
(7888) 1993 UC es un Asteroide Apolo que puede aproximarse mucho a la Tierra descubierto por Robert H. McNaught el día 20 de octubre de 1993 desde el Observatorio de Siding Spring, Nueva Gales del Sur, Australia.

## Designación y nombre
Designado provisionalmente como 1993 UC.

## Características orbitales
1981 UC está situado a una distancia media de 2,435 ua, muy cerca para un Asteroide Apolo. Por ello, su órbita se dio a conocer especialmente en 2013 y su tipo también. En marzo de este año se vio a menos de 0,125 ua aproximadamente, lo cual se hizo destacar. Puede alejarse un máximo de 4,053 ua (afelio elevado) y acercarse un máximo de 0,818 ua (perihelio bajo). Se puede ver que la diferencia entre el afelio y el perihelio es más grande que la de cualquier otro asteroide no tan especial como este. Tiene una excentricidad de 0,664. 

## Características físicas
Este asteroide tiene una magnitud absoluta de 15,1 y sus dimensiones son ~2,7 km. 